# Home Nations Championship 1933
Home Nations Championship 1933 – dwudziesta dziewiąta edycja Home Nations Championship, mistrzostw Wysp Brytyjskich w rugby union, rozegrana pomiędzy 21 stycznia a 1 kwietnia 1933 roku. Wliczając turnieje w poprzedniej formie, wraz z Pucharem Pięciu Narodów, była to czterdziesta szósta edycja tych zawodów. W turnieju zwyciężyła Szkocja, która pokonała wszystkich rywali i tym samym zdobyła Triple Crown.
Zgodnie z ówczesnymi zasadami punktowania dropgol był warty cztery punkty, podwyższenie dwa, natomiast przyłożenie i pozostałe kopy trzy punkty.

## Mecze
| 21 stycznia 1933 | Anglia       | 3:7(3:0) | Walia          | Twickenham Stadium, Londyn Widzów: 64 000 Sędzia: Thomas Bell |
| 21 stycznia 1933 | Elliot 3 (P) | 3:7(3:0) | Boon 7 (P, dg) | Twickenham Stadium, Londyn Widzów: 64 000 Sędzia: Thomas Bell |

| 4 lutego 1933 | Walia        | 3:11(0:6) | Szkocja                                  | St. Helens Ground, Swansea Sędzia: J. Bott |
| 4 lutego 1933 | Arthur 3 (P) | 3:11(0:6) | Jackson 3 (P) Smith 3 (P) Fyfe 5 (pd, K) | St. Helens Ground, Swansea Sędzia: J. Bott |

| 11 lutego 1933 | Anglia                                                            | 17:6(9:3) | Irlandia                | Twickenham Stadium, Londyn Sędzia: Malcolm Allan |
| 11 lutego 1933 | Booth 3 (P) Gadney 3 (P) Novis 6 (2P) Sadler 3 (P) Kendrew 2 (pd) | 17:6(9:3) | Hunt 3 (P) Murray 3 (K) | Twickenham Stadium, Londyn Sędzia: Malcolm Allan |

| 11 marca 1933 | Irlandia                               | 10:5(7:0) | Walia                        | Ravenhill Stadium, Belfast Sędzia: Malcolm Allan |
| 11 marca 1933 | Barnes 3 (P) Siggins 3 (K) Davy 4 (dg) | 10:5(7:0) | Bowcott 3 (P) Jenkins 2 (pd) | Ravenhill Stadium, Belfast Sędzia: Malcolm Allan |

| 18 marca 1933 | Szkocja    | 3:0(3:0) | Anglia | Murrayfield Stadium, Edynburg Sędzia: James Wheeler |
| 18 marca 1933 | Fyfe 3 (P) | 3:0(3:0) |        | Murrayfield Stadium, Edynburg Sędzia: James Wheeler |

| 1 kwietnia 1933 | Irlandia                 | 6:8(3:4) | Szkocja                    | Lansdowne Road, Dublin Sędzia: Barry Cumberlege |
| 1 kwietnia 1933 | Crowe 3 (P) Murray 3 (P) | 6:8(3:4) | Jackson 4 (dg) Lind 4 (dg) | Lansdowne Road, Dublin Sędzia: Barry Cumberlege |

## Inne nagrody
- Triple Crown –  Szkocja (po pokonaniu wszystkich rywali z Wysp Brytyjskich)
- Calcutta Cup –  Szkocja (po zwycięstwie nad Anglią)